# Båklandets vackra Maja
Båklandets vackra Maja är en finlandssvensk visa med musik av Hanna Hagbom och text av Arvid Mörne.
Texten publicerades första gången i Arvid Mörnes diktsamling Rytm och rim (1899). Mörne, som var lärare och socialist, påstods med raderna Grannare vimplar svaja snart vid ditt bruna skär inte mena att hans Maja var trolös utan att ryska örlogsflaggor skulle förekomma i nyländska skärgården (”Båklandet” är ett annat namn på Russarö). Ryssarna ansågs ha intresse av att anlägga befästningar i Finlands södra skärgård. Men sedan Hanna Hagbom givit dikten melodi glömdes snabbt eventuella politiska anspelningar.
Hon har själv berättat att hon under en skogsvandring funderade över vad som bäst lämpade sig för tonsättning av Mörnes dikter. Detta kan ha varit sommaren 1906. Melodi och text publicerades första gången i en av Mörne utgiven publikation, Från jul till nyår  (1906). Den blev snabbt populär men varken Mörne eller Hagbom fick några pengar. Mörne begärde ersättning först när visan skulle spelas in på grammofon 1929 med Teddy Björkman som solist. Både Mörne och Hagbom fick i sinom tid ersättning.
I Sverige sjöngs visan in av Gösta Ekman den äldre 1930. Den blev allmän egendom när den från 1938 ingick i allsångsrepertoaren hos Sven Lilja. Senare sjöngs den in av bland andra Gustaf Torrestad, Harry Brandelius, Christer Falkenström och Fred Åkerström.